# Tysk-österrikiska backhopparveckan 1972/1973

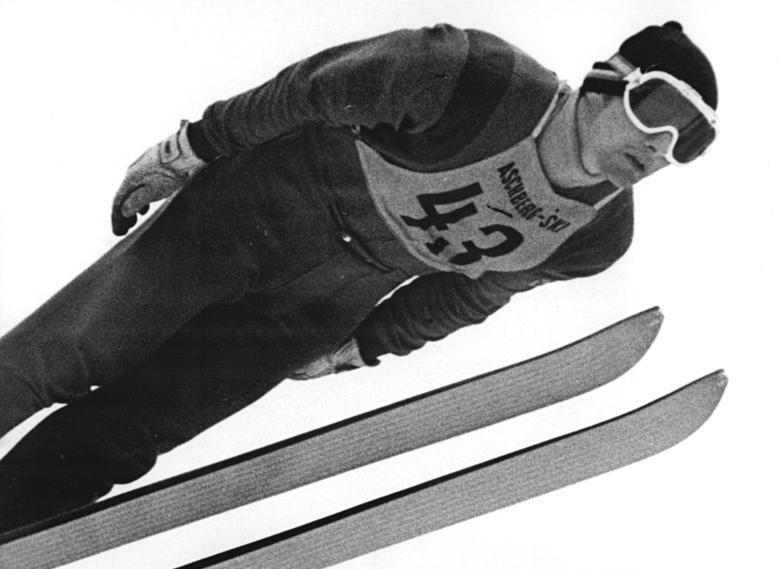
Rainer Schmidt

Under Tysk-österrikiska backhopparveckan 1972/1973 hoppade man i Oberstdorf den 30 december, den 1 januari hoppade man i Partenkirchen och den 3 januari hoppade man i Innsbruck. Deltävlingen i Bischofshofen genomfördes slutligen den 6 januari.

## Oberstdorf
- Datum: 30 december 1972
- Land:  Västtyskland
- Backe: Schattenbergschanze

| Placering | Hoppare               | Land            | Poäng |
| --------- | --------------------- | --------------- | ----- |
| 01        | Rainer Schmidt        | Östtyskland     | 237,0 |
| 02        | Hans-Georg Aschenbach | Östtyskland     | 233,5 |
| 03        | Henry Glass           | Östtyskland     | 226,2 |
| 04        | Hans Schmid           | Schweiz         | 220,3 |
| 05        | Manfred Wolf          | Östtyskland     | 215,5 |
| 06        | Rudolf Höhnl          | Tjeckoslovakien | 215,0 |
| 07        | Dietrich Kampf        | Östtyskland     | 210,1 |
| 08        | Reinhold Bachler      | Österrike       | 208,7 |
| 09        | Esko Rautionaho       | Finland         | 208,4 |
| 010       | Alfred Grosche        | Västtyskland    | 205,4 |

## Partenkirchen
- Datum: 1 januari 1973
- Land:  Västtyskland
- Backe: Große Olympiaschanze

| Placering | Hoppare          | Land            | Poäng |
| --------- | ---------------- | --------------- | ----- |
| 01        | Rainer Schmidt   | Östtyskland     | 229,1 |
| 02        | Dietrich Kampf   | Östtyskland     | 222,4 |
| 03        | Jaromir Lidak    | Tjeckoslovakien | 217,3 |
| 04        | Manfred Wolf     | Östtyskland     | 216,8 |
| 05        | Jochen Danneberg | Östtyskland     | 215,0 |
| 06        | Henry Glass      | Östtyskland     | 214,6 |
| 07        | Walter Steiner   | Schweiz         | 214,5 |
| 08        | Sergej Botsjkov  | Sovjetunionen   | 212,7 |
| 09        | Hiroshi Itakagi  | Japan           | 209,5 |
| 010       | Wojciech Fortuna | Polen           | 208,4 |

## Innsbruck
- Datum: 3 januari 1973
- Land:  Österrike
- Backe: Bergiselschanze

| Placering | Hoppare               | Land          | Poäng |
| --------- | --------------------- | ------------- | ----- |
| 01        | Sergej Botsjkov       | Sovjetunionen | 231,9 |
| 02        | Rainer Schmidt        | Östtyskland   | 228,9 |
| 03        | Hans-Georg Aschenbach | Östtyskland   | 224,4 |
| 04        | Walter Steiner        | Schweiz       | 221,5 |
| 05        | Hans Schmid           | Schweiz       | 216,7 |
| 06        | Yukio Kasaya          | Japan         | 214,8 |
| 07        | Tauno Käyhkö          | Finland       | 212,1 |
| 08        | Manfred Wolf          | Östtyskland   | 210,6 |
| 08        | Tadeusz Pawlusiak     | Polen         | 210,6 |
| 010       | Hiroshi Itakagi       | Japan         | 209,6 |

## Bischofshofen
- Datum: 6 januari 1973
- Land:  Österrike
- Backe: Paul-Ausserleitner-Schanze

| Placering | Hoppare               | Land            | Poäng |
| --------- | --------------------- | --------------- | ----- |
| 01        | Rudolf Höhnl          | Tjeckoslovakien | 234,6 |
| 02        | Sergej Botsjkov       | Sovjetunionen   | 233,4 |
| 03        | Hans-Georg Aschenbach | Östtyskland     | 231,8 |
| 04        | Jaromir Lidak         | Tjeckoslovakien | 231,2 |
| 05        | Hiroshi Itakagi       | Japan           | 230,7 |
| 06        | Jochen Danneberg      | Östtyskland     | 229,8 |
| 07        | Karel Kodejška        | Tjeckoslovakien | 225,1 |
| 08        | Walter Steiner        | Schweiz         | 224,3 |
| 09        | Manfred Wolf          | Östtyskland     | 223,2 |
| 010       | Reinhold Bachler      | Österrike       | 222,7 |

## Slutställning
| Placering | Hoppare               | Land            | Poäng |
| --------- | --------------------- | --------------- | ----- |
| 01        | Rainer Schmidt        | Östtyskland     | 914,4 |
| 02        | Hans-Georg Aschenbach | Östtyskland     | 897,5 |
| 03        | Sergej Botsjkov       | Sovjetunionen   | 874,2 |
| 04        | Hans Schmid           | Schweiz         | 867,2 |
| 05        | Manfred Wolf          | Östtyskland     | 866,1 |
| 06        | Rudolf Höhnl          | Tjeckoslovakien | 858,9 |
| 07        | Walter Steiner        | Schweiz         | 855,8 |
| 08        | Henry Glass           | Östtyskland     | 846,1 |
| 09        | Hiroshi Itakagi       | Japan           | 844,8 |
| 010       | Jochen Danneberg      | Östtyskland     | 841,4 |